# StuffIt
 (janvier 2016).
Si vous disposez d'ouvrages ou d'articles de référence ou si vous connaissez des sites web de qualité traitant du thème abordé ici, merci de compléter l'article en donnant les références utiles à sa vérifiabilité et en les liant à la section « Notes et références ».
StuffIt est un format d'archives propriétaire développé par Smith Micro Software.

## Le format d'archive
Les archives StuffIt peuvent porter les extensions SIT ou SITX.

## Les gestionnaires d'archives
Smith Micro Software produit deux gestionnaires d'archives pour Mac OS X et Windows qui prennent en charge le format StuffIt : StuffIt Expander et DropStuff.

### StuffIt Expander
StuffIt Expander est un logiciel gratuit qui permet de décompresser de nombreux formats d'archives : GZip, RAR, StuffIt, Tar, Zip, 7-Zip, etc. Mais StuffIt Expander ne permet pas la création d'archives.

### DropStuff
DropStuff est un logiciel payant qui permet de créer des archives aux formats StuffIt, Tat et Zip. Il existe deux versions de DropStuff : Standard et Deluxe. DropStuff ne permet pas la décompression d'archives, mais il est vendu avec StuffIt Expander.

### SITX
Le SITX est un format de fichier permettant la compression de données, développé par Smith Micro Software à la suite du format SIT qu'elle avait mis au point, par le biais de la dernière version de son logiciel de décompression StuffIt Expander pour Mac (le nom vient de StuffIT Expander X).

#### Évolution
Le SITX est une amélioration du SIT en ce qu'il apporte davantage de fonctionnalités :
- cryptage des données sur 512 bits (ce qui assure un niveau de sécurité élevé) ;
- système de correction des erreurs évitant la perte de données due à des erreurs de transfert ou de compression ;
- indexation des archives permettant de facilement retrouver les fichiers compressés.